# HD 1097
HD1097 (AU Скульптора) є хімічно пекулярною зорею спектрального класу
A4 й має видиму зоряну величину в
смузі V приблизно  9.2.
Вона знаходиться  у сузір'ї Скульптора й розташована на відстані близько 670 світлових років від Сонця.

## Пекулярний хімічний вміст
Зоряна атмосфера HD1097 має підвищений вміст Sr.